# Andalucía-Cajasur/Saison 2010
Dieser Artikel listet Erfolge und Mannschaft des Radsportteams Andalucía-Cajasur in der Saison 2010 auf.

## Erfolge in der UCI Europe Tour
In der Saison 2010 gelangen dem Team nachstehende Erfolge in der UCI Europe Tour.
| Datum     | Rennen                      | Kat. | Fahrer        |
| --------- | --------------------------- | ---- | ------------- |
| 24. April | Gran Premio de Llodio       | 1.1  | Ángel Vicioso |
| 25. April | Vuelta a la Rioja           | 1.1  | Ángel Vicioso |
| 29. April | 2. Etappe Vuelta a Asturias | 2.1  | Ángel Vicioso |

## Zugänge – Abgänge
| Zugänge                 | Team 2009                         | Abgänge                 | Team 2010        |
| ----------------------- | --------------------------------- | ----------------------- | ---------------- |
| José Ángel Gómez        | Cervélo TestTeam                  | Xavier Tondo            | Cervélo TestTeam |
| Manuel Vázquez          | Contentpolis-AMPO                 | José Antonio Carrasco   | Unbekannt        |
| José Vicente Toribio    | Ex-Profi (Burgos Monumental 2008) | José Antonio López      | Unbekannt        |
| Antonio Cabello         | Neoprofi                          | Francisco José Martínez | Unbekannt        |
| Sergio Carrasco         | Neoprofi                          | Esteban Plaza           | Unbekannt        |
| Pablo Lechuga           | Neoprofi                          | José Ruiz               | Unbekannt        |
| Jorge Martín Montenegro | Neoprofi                          |                         |                  |

## Mannschaft
| Name                    | Nationalität      | Geburtstag   |              |
| Antonio Cabello         | 5. Januar 1990    | Spanien      |              |
| Manuel Calvente         | 14. August 1976   | Spanien      |              |
| Sergio Carrasco         | 17. Februar 1985  | Spanien      |              |
| Juan Javier Estrada     | 8. August 1981    | Spanien      |              |
| José Ángel Gómez        | 30. Mai 1980      | Spanien      |              |
| Pablo Lechuga           | 16. August 1990   | Spanien      |              |
| Jorge Martín Montenegro | 7. Mai 1983       | Argentinien  |              |
| Javier Moreno           | 18. Juli 1984     | Spanien      |              |
| Manuel Ortega           | 7. Juli 1981      | Spanien      |              |
| Antonio Piedra          | 10. Oktober 1985  | Spanien      |              |
| Javier Ramírez          | 14. März 1978     | Spanien      |              |
| José Luis Roldán        | 13. November 1985 | Spanien      |              |
| Jesús Rosendo           | 16. März 1982     | Spanien      |              |
| José Vicente Toribio    | 22. Dezember 1985 | Spanien      |              |
| Manuel Vázquez          | 31. März 1981     | Spanien      |              |
| Ángel Vicioso           | 13. April 1977    | Spanien      |              |
| Stagiaires              | Stagiaires        | Nationalität | Nationalität |
| José Luis Cano          | José Luis Cano    | Spanien      |              |
| Juan José Lobato        | Juan José Lobato  | Spanien      |              |
| José Vega               | José Vega         | Spanien      |              |